# Wedelia triloba
Wedelia triloba là một loài thực vật có hoa trong họ Cúc. Loài này được (L.) Hitchc. miêu tả khoa học đầu tiên.